# مهرجان مكناس الدولي للأفلام المتحركة
مهرجان مكناس الدولي للأفلام المتحرّكة أو المهرجان الدولي لسينما التحريك بمكناس هو مهرجان سينمائي لأفلام الرسوم المتحركة، يقام في مكناس بالمغرب.

## الوصف والإجراءات
يُقدم المهرجان برنامجا غنيا ومتنوعا من خلال عروض أفلام ومعارض وطاولات مستديرة، وندوات وورش عمل تدريبية للطلاب المغاربة. وأحد أبرز الأحداث برنامج الأفلام القصيرة ولقاءات مع محترفي سينما التحريك. 
احتفل المهرجان سنة 2010 بمرور 10 سنوات على تنظيمه، حيث تم عرض حوالي ستين فيلمًا (أفلام قصيرة وطويلة).

## روابط خارجية
- الموقع الرسمي